# Sears Holdings Corporation
Sears Holding Corporation is een voormalig detailhandelsconcern (houdstermaatschappij) uit de Verenigde Staten. Het bedrijf ontstond uit de overname van Sears door de Kmart Holdings Corporation in 2005. Op 15 oktober 2018 vroeg Sears Holding bij de rechtbank bescherming aan tegen zijn schuldeisers.
Het bedrijf had een gebroken boekjaar dat liep tot eind januari. Sears Holdings had een beursnotering aan de NASDAQ (ticker: SHLD).

## Activiteiten
Eind januari 2017 telde het bedrijf 1430 warenhuizen en speciaalzaken, waarvan 370 in eigendom en de rest werd gehuurd. Hiervan waren 735 Kmart-winkels, 670 Sears-warenhuizen en 25 speciaalzaken. Per 28 januari 2017 telde het bedrijf 140.000 medewerkers.
Het bedrijf kampte met dalende verkopen, mede door de opkomst van het internet. In de periode 2012 tot en met 2016 halveerde de omzet bijna, mede door de verkoop van activiteiten. In 2012 telde het nog 2548 vestigingen, maar in 2016 waren er nog 1430 over. In geen van de vijf jaren was winst geboekt en de cumulatieve verliezen bedroegen US$ 7,4 miljard. Het eigen vermogen daalde hierdoor.

## Geschiedenis
In 2004 werd de fusie van de warenhuisgroepen Kmart en Sears aangekondigd. De twee gingen verder samen als Sears Holding Corporation. De initiator achter de fusie was ESL Investments van Edward Lampert, die meer dan 50% van de aandelen Kmart had en ook 15% van Sears bezat. Lampert werd in de nieuwe groep voorzitter van de raad van bestuur.
Het was een defensieve fusie, omdat de twee bedrijven marktaandeel verloren. Door het samengaan werden de kosten lager en konden de twee nieuwe merken en distributiekanalen aanbieden. Kmart had al fors gesneden in de activiteiten, in de laatste jaren tot 2004 sloot de groep 599 winkels en werden 57.000 werknemers ontslagen. Kmart kwam in mei 2003 uit een faillissementsprocedure.
Begin 2017 verkocht Sears Holdings Craftsman aan Stanley Black & Decker. Craftsman is een fabrikant van boormachines en andere elektrische apparaten voor de bouw en doe-het-zelvers. Craftsman werd in 1927 gekocht door Sears en twee jaar later verschenen de gereedschappen in de Sears-catalogus. Craftsman wordt ook door andere winkelketens aangeboden. Sears Holding ontving zo'n 900 miljoen dollar voor Craftsman. Sears Holdings verkeerde in financiële problemen en kon het geld goed gebruiken. Eerder had Sears Holdings al de sluiting van 150 vestigingen aangekondigd om de verliezen te beperken.
Op 15 oktober 2018 vroeg Sears Holding bij de rechtbank bescherming tegen zijn schuldeisers aan. De onderneming had veel schulden en kon een termijn van US$ 134 miljoen niet op tijd aflossen. Sears Holding zocht naar een financiële oplossing en hield voorlopig nog zo'n 700 winkels met 68.000 medewerkers open. In februari 2018 telde het nog duizend winkels met 89.000 werknemers. Het verwachtte voor het eind van het jaar nog eens 142 winkels te sluiten. Eddie Lampert, de voorzitter en grootaandeelhouder, trad af als CEO per medio oktober.
In januari 2019 stemde de rechtbank in met een doorstart. Het investeringsfonds van Eddie Lampert, ESL Investments, bracht het beste bod uit en nam voor US$ 5,2 miljard alle activiteiten over, waaronder 425 winkels. In december 2019 werd DieHard verkocht aan Advance Auto Parts voor US$ 200 miljoen. Verder werden nog bijna 100 winkels gesloten, 51 van Sears en 45 Kmart, waarmee het aantal winkels terugviel naar 182.